# Malásia nos Jogos Olímpicos de Verão de 1984
A Malásia competiu nos Jogos Olímpicos de Verão de 1984, em Los Angeles, Estados Unidos. O país retornou às Olimpíadas após aderir ao boicote aos Jogos Olímpicos de Verão de 1980.

## Resultados por Evento

### Atletismo
200m masculino
- Nordin Jadi
  - Eliminatórias — 21.88 (→ não avançou)

400m masculino
- Nordin Jadi
  - Eliminatórias — 47.12 (→ não avançou)

### Natação
100m livre feminino
- Helen Chow
  - Eliminatórias — 1:02.53 (→ não avançou, 38º lugar)

100m costas feminino
- Helen Chow
  - Eliminatórias — 1:11.30 (→ não avançou, 31º lugar)

200m medley feminino
- Helen Chow
  - Eliminatórias — 2:29.25 (→ não avançou, 22º lugar)